# Prismatolaimus tenuicaudatus
Prismatolaimus tenuicaudatus is een rondwormensoort uit de familie van de Prismatolaimidae. De wetenschappelijke naam van de soort is voor het eerst geldig gepubliceerd in 1951 door Schuurmans Stekhoven.